# Стойко Микола Георгійович
Стойко Микола Георгійович (1881–1951) — фтизіо-хірург; після закінчення університету в Одесі (1909) залишився там працювати, з 1928 — під Москвою та в Москві, у якій з 1932 керував хірургічною клінікою Центрального Науково-Дослідного Інституту Туберкульозу СРСР, одночасно (з 1939) професор хірургії туберкульозу Центрального Інституту вдосконалення лікарів. Стойко автор понад 50 наукових праць з хірургії легеневого туберкульозу, серед ін. монографії «Хирургическое лечение легочного туберкулеза» (1949), він один із перших у Росії зробив операцію торакопластики у випадку туберкульозу та кавернотомію.